# Universidad Católica Santo Toribio de Mogrovejo

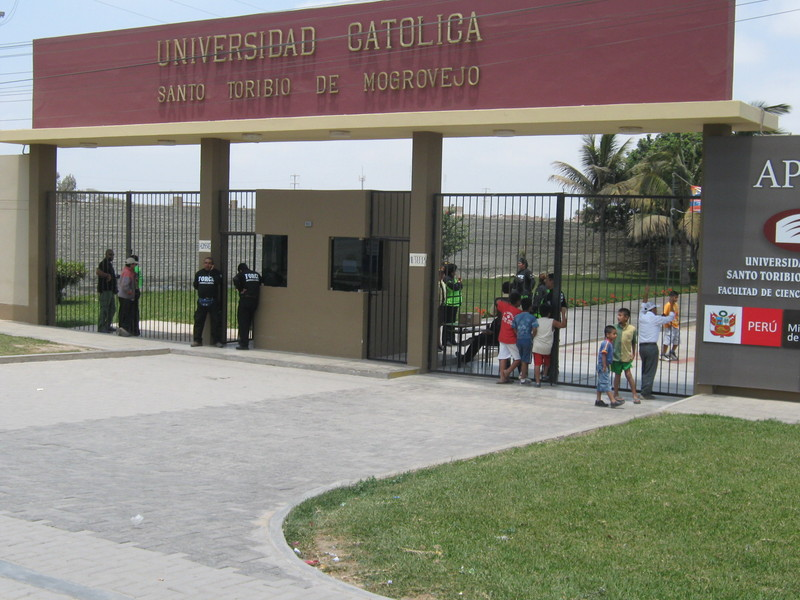
Haupteingang UCSAT(2008)

Die Katholische Universität Santo Toribio de Mogrovejo (spanisch Universidad Católica Santo Toribio de Mogrovejo; kurz USAT) ist eine Katholische Universität im Chiclayo in der Region Lambayeque, Peru.
Die Universidad Católica Santo Toribio de Mogrovejo (USAT) ist eine Universität, die vom Bistum Chiclayo im Departement Lambayeque, Peru, gefördert und unterstützt wird. Vorläufer der USAT war das Pädagogische Institut Santo Toribio de Mogrovejo. Die USAT wurde 1996 von Bischof Ignacio María de Orbegozo y Goicoechea gegründet und 1998 von Bischof Jesús Moliné Labarta in Betrieb genommen. Sie ist eine private, gemeinnützige Universität. Das Motto der Universität ist „Discite bene facere“ (Lehre, Gutes zu tun).